# Esquema d'Askey
En matemàtiques, l'esquema d'Askey és una manera d'organitzar polinomis ortogonals de tipus hipergeomètric o hipergeomètric bàsic en una jerarquia. Per als polinomis ortogonals clàssics comentats a Andrews i Askey (1985), l'esquema d'Askey va ser dibuixat per primer cop per Lebelle (1985) i per Askey i Wilson (1985), i des d'aleshores ha sigut estès per Koekoek i Swarttouw (1998) i Koekoek, Lesky i Swarttouw (2010) per cobrir els polinomis ortogonals bàsics.

## Esquema d'Askey per a polinomis ortogonals hipergeomètrics
Koekoek, Lesky i Swarttouw (2010) dona la següent versió del esquema d'Askey:
₄F₃Wilson | Racah
₃F₂Duals continus de Hahn | Continus de Hahn | Hahn | Duals de Hahn
₂F1Meixner-Pollaczek | Jacobi | Pseudo Jacobi | Meixner | Krawtchouk
₂F0/1F1Laguerre | Bessel | Charlier
1F0Hermite

## Esquema d'Askey per polinomis ortogonals hipergeomètrics bàsics
Koekoek, Lesky i Swarttouw (2010) dona l'esquema següent per als polinomis ortogonals hipergeomètrics bàsics:
₄{\displaystyle \phi }₃Askey–Wilson | q-Racah
₃{\displaystyle \phi }₂Duals continus q-Hahn | Continus q-Hahn | Gran q-Jacobi | q-Hahn | Duals q-Hahn
₂{\displaystyle \phi }1Al-Salam–Chihara | q-Meixner–Pollaczek | Continus q-Jacobi | Gran q-Laguerre | Petit q-Jacobi | q-Meixner | Quantum q-Krawtchouk | q-Krawtchouk | Afins q-Krawtchouk | Doble q-Krawtchouk
₂{\displaystyle \phi }0/1{\displaystyle \phi }1Continus gran q-Hermite | Continus q-Laguerre | Petit q-Laguerre | q-Laguerre | q-Bessel | q-Charlier | Al-Salam–Carlitz I | Al-Salam–Carlitz II
1{\displaystyle \phi }0Continus q-Hermite | Stieltjes–Wigert | Discrets q-Hermite I | Discrets q-Hermite II